# توماس چرچ
توماس چرچ (انگلیسی: Thomas Church; ۲۷ آوریل ۱۹۰۲ – ۳۰ اوت ۱۹۷۸) معمار منظر و معمار اهل ایالات متحده آمریکا بود.